# Peñarroya-Pueblonuevo
Peñarroya-Pueblonuevo ist eine spanische Stadt in der Provinz Córdoba, in Andalusien. Die Stadt, deren Ursprünge bis ins 19. Jahrhundert zurückreichen, war eng mit dem Bergbau verbunden. Es ist die Hauptsitz der comarca Valle del Guadiato.

## Lage
Peñarroya-Pueblonuevo liegt in der Sierra Morena, am nördlichen Ende der Provinz Córdoba  in der Comarca Valle del Guadiato in der Nähe der Extremadura.

## Bevölkerungsentwicklung
| Bevölkerung | Bevölkerung | Bevölkerung | Bevölkerung | Bevölkerung | Bevölkerung | Bevölkerung | Bevölkerung | Bevölkerung | Bevölkerung |
| 1930        | 1940        | 1950        | 1960        | 1970        | 1980        | 1990        | 2000        | 2010        | 2020        |
| ----------- | ----------- | ----------- | ----------- | ----------- | ----------- | ----------- | ----------- | ----------- | ----------- |
| 24.691      | 30.060      | 27.728      | 24.698      | 17.003      | 13.580      | 14.035      | 12.440      | 11.639      | 10.530      |

## Geschichte
Die älteste Erwähnung des Ortesnamens Peñarroya stammt aus dem Jahr 1272, in der Regierungszeit von Alfons X. Der Bergbau hatte in dieser Gegend eine gewisse Tradition und erreichte im 19. Jahrhundert seinen Höhepunkt. Gegen Ende des Jahrhunderts wurde mit französischem Kapital die „Sociedad Minera y Metalúrgica de Peñarroya“ (SMMP) gegründet, deren Aktivitäten von großer Bedeutung sein sollten.
Dieser Boom im Bergbau und in der Industrie, die viele Arbeitskräfte benötigten, ging mit einem starken Bevölkerungswachstum einher. Auch der Eisenbahnverkehr wurde erheblich ausgebaut und durch den Bau mehrerer Strecken wurde die Verkehrsanbindung in der Gegend verbessert. Peñarroya-Pueblonuevo entstand 1927 aus der Vereinigung von die Gemeinden Peñarroya und Pueblonuevo del Terrible.
Die Schlacht von Peñarroya fand zwischen dem 5. Januar und dem 4. Februar 1939 gegen Ende des Spanischen Bürgerkriegs in der Gegend der Stadt statt, die sich in der Nähe der Frontlinie von Extremadura befand.
In der zweiten Hälfte des 20. Jahrhunderts kam es in der Gegend zu einem unaufhaltsamen Rückgang der Bergbau- und Industrieaktivitäten. Infolgedessen verlor Peñarroya-Pueblonuevo an Bevölkerung und Bedeutung.

## Persönlichkeiten
- Alberto Toril (* 1973), Fußballspieler und -trainer